# Johann Rudolf Wyss (der Ältere)
Johann Rudolf Wyss, genannt der Ältere, (* 18. Januar 1763 in Bern; † 30. August 1845 ebenda) war ein reformierter Schweizer Landpfarrer und Dichter.

## Leben
Als Sohn des gleichnamigen Johann Rudolf und der Katharina Tribolet heiratete er 1792 zunächst Maria Ernst (Scheidung 1797) und 1804 schliesslich Julia Margaritha Kasthofer. Nach seiner Ausbildung zum Pfarrer in Bern amtete er zwischen 1791 und 1806 als Pfarrer in Münchenbuchsee, danach zwischen 1808 und 1821 in Wichtrach. Nachdem er 1821 vom Pfarramt zurückgetreten war, widmete er sich der Dichtkunst und übte sich als Zeichner. Er starb am 30. Januar 1845 in Bern. Mit Johann Rudolf Wyss (der Jüngere) ist er nicht näher verwandt.

## Leistungen
Als Dichter schrieb er vorwiegend Gedichte und publizierte unter anderem im Göttinger Musenalmanach und später für die Alpenrosen. Als Zeichner, der unter dem Namen „I.R.W.“ agierte, beschäftigte er sich vorwiegend mit Zeichnen und Aquarellieren von Natur und -gegenständen.

### Archiv
- Teile des Nachlasses in der Burgerbibliothek Bern (online, Deskriptor).

| Personendaten    | Personendaten                                  |
| ---------------- | ---------------------------------------------- |
| NAME             | Wyss, Johann Rudolf                            |
| ALTERNATIVNAMEN  | Wyß, Johann Rudolf                             |
| KURZBESCHREIBUNG | reformierter Schweizer Landpfarrer und Dichter |
| GEBURTSDATUM     | 18. Januar 1763                                |
| GEBURTSORT       | Bern                                           |
| STERBEDATUM      | 30. August 1845                                |
| STERBEORT        | Bern                                           |